# Deutsche Beachhandball-Meisterschaften 2013
Die Deutsche Beachhandball-Meisterschaft 2013 (offiziell German Open 2013) waren einschließlich der inoffiziellen Titelkämpfe mehrerer Jahre die 18. Meisterschaften im Beachhandball.
Die Teilnehmer der Meisterschaft qualifizierten sich dafür über eine vorgeschaltete Reihe von Turnieren, in der je nach Erfolgen Punkte gesammelt werden konnten. Nach dem Vorjahr war es die zweite Meisterschaft nach dem zeitweiligen Rückzug des DHB von der Wiederaufnahme der Beachhandball-Förderung durch den DHB 2014 und ist damit die fünfte Meisterschaft in der Sportdisziplin in Deutschland mit inoffiziellem Charakter. Deshalb fanden die Spiele am 20. und 21. Juli des Jahres auch unter der Bezeichnung German Open statt. Austragungsort war zum ersten und bislang einzigen Mal der Regenstorplatz in Lemgo, wo zuvor schon einmal im Jahr 2007 die German Open ohne Meisterschaftscharakter durchgeführt wurden. Mit Wolfgang Sasse war dennoch der Referent für Beachhandball des DHB vor Ort anwesend. Die Witterungsbedingungen in der Lemgoer Innenstadt waren schwierig, da es am Veranstaltungswochenende sehr heiß war.
| Frauen Details | Lemgo Regenstorplatz | Wattwürmchen Hamm       | 2:0 | Beach Queens OWL    | Bonnbons Bonn/Köln        | 2:0 | Strandgeflüster Minden |
| Männer Details | Lemgo Regenstorplatz | H2O Waterboys Neerstedt | 2:1 | Sandelfen Burscheid | Havanna Beach Club Minden | 2:1 | Beach Boys Köln        |